# Bertha Wehnert-Beckmann

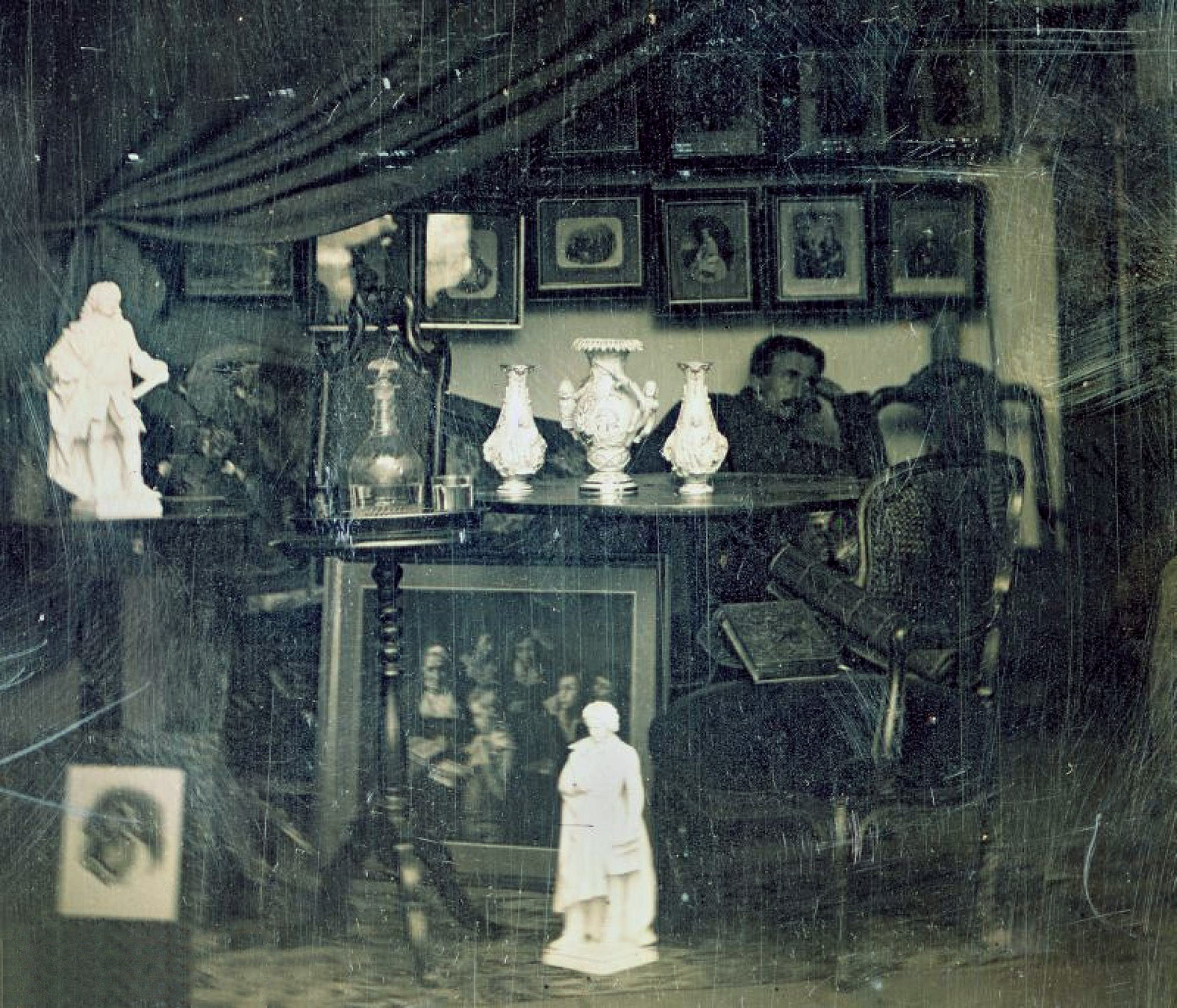
Studio Wehnert-Beckmannové, asi 1850

Bertha Wehnert-Beckmann (25. ledna 1815, Chotěbuz Německo – 6. prosince 1901 Lipsko) byla jedna z prvních německých profesionálních fotografek. Společně s manželem si v roce 1843 v Lipsku otevřeli ateliér, který fungoval až od jeho smrti v roce 1847.

## Život a dílo
Narodila se v roce 1815 v německé Chotěbuzi. V roce 1839 pracovala jako kadeřnice v Drážďanech. Tam se v roce 1940 potkala se svým budoucím mužem, fotografem Eduardem Wehnertem (1811–1847), který ji zasvětil do tajemství umění daguerrotypie a tehdy nedávno zavedeného procesu skleněných negativních desek, které umožňovaly vyrobit neomezený počet kopií. V roce 1843 společně otevřeli vlastní fotografický ateliér v Lipsku, a ona se tak stala první profesionální fotografkou v Německu. Po smrti svého manžela v roce 1847 pokračovala v podnikání sama. V roce 1849 odjela do USA, kde otevřela studia v New Yorku, nejdříve na White Street 62 a později na Broadway 385. Během pobytu v Americe získala diplom za speciální služby v oblasti portrétní fotografie. Do Lipska se vrátila v roce 1851 poté, co převedla newyorské podnikání na svého bratra. V roce 1866 přestěhovala ateliér na lipskou Elsterstraße, kde měla několik zaměstnanců. Její studio se stalo jedním z nejvýznamnějších adres ve městě. Aktivně fotografovala až do roku 1883, do svých 68 let.

## Výstavy
Wehnert-Beckmann byla jednou ze dvou fotografů ze Saska, kteří vystavovali v roce 1854 na první všeobecné průmyslové výstavě Erste Allgemeine Deutsche Industrieausstellung v Mnichově. Tam, kromě daguerrotypií, předvedla tisky na papíru. Dnes je možné její díla vidět v lipském městském muzeu Stadtgeschichtliches Museum.

## Posouzení
Její práce v sobě spojuje lidský přístup s vysokou úrovní technické a umělecké kvality. Specializovala se na portréty, její nejpůsobivější díla jsou snímky dětí. Její zájem o technické inovace, její použití moderních reklamních metod a její smysl pro podnikání, to vše přispělo k jejímu mimořádnému úspěchu fotografky.

## Galerie

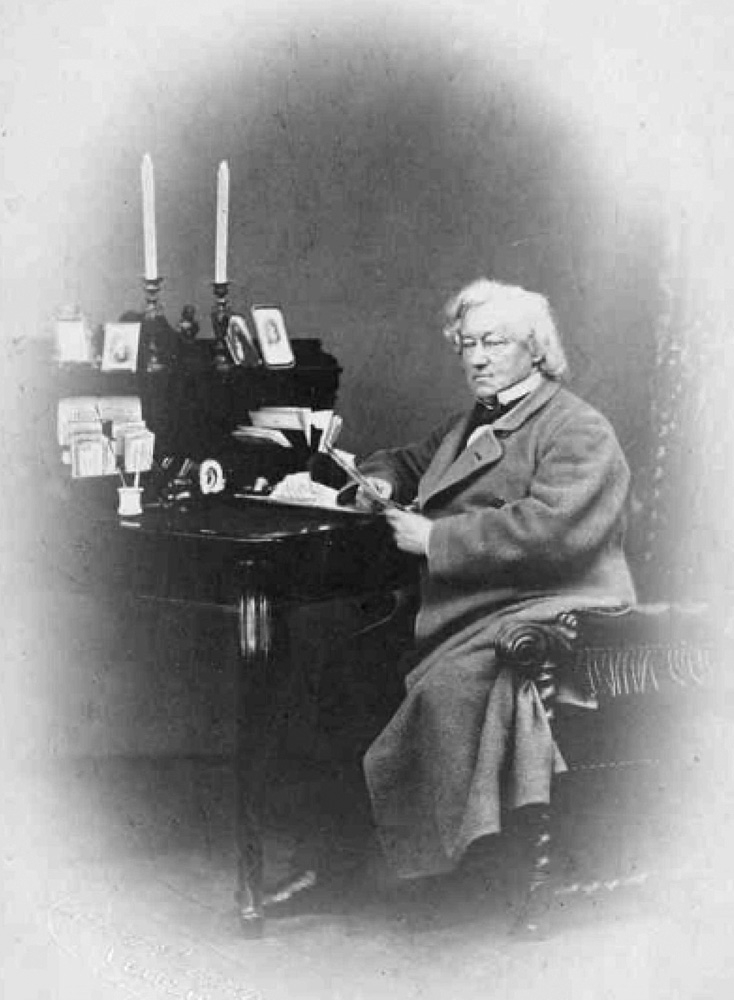
Carl Lampe
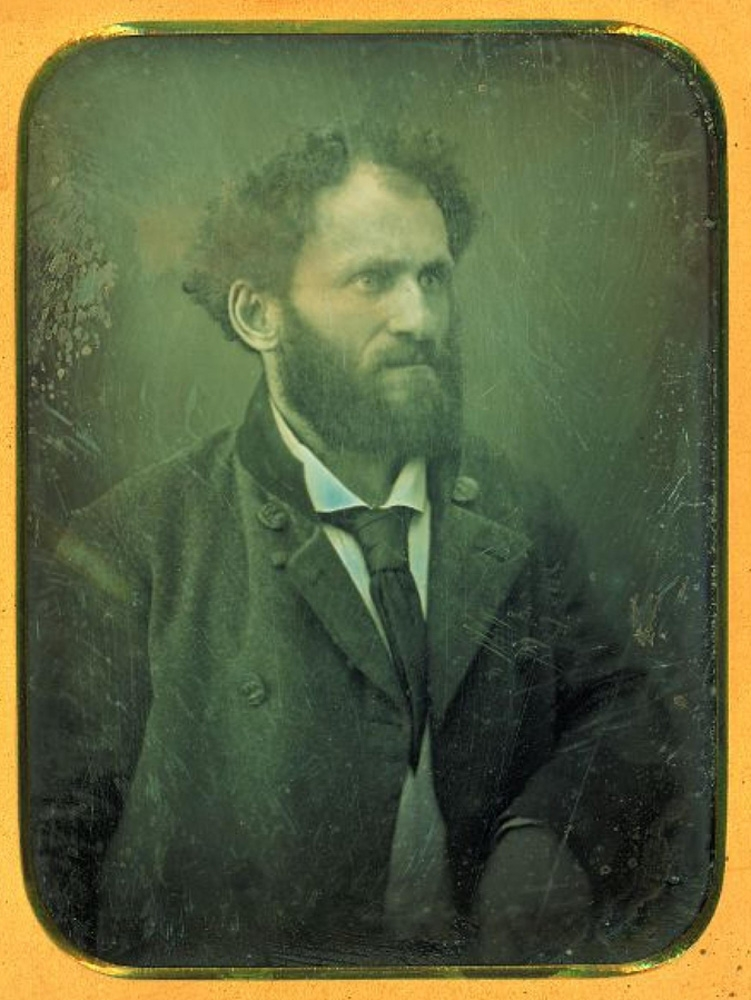
Friedrich Gerstäcker
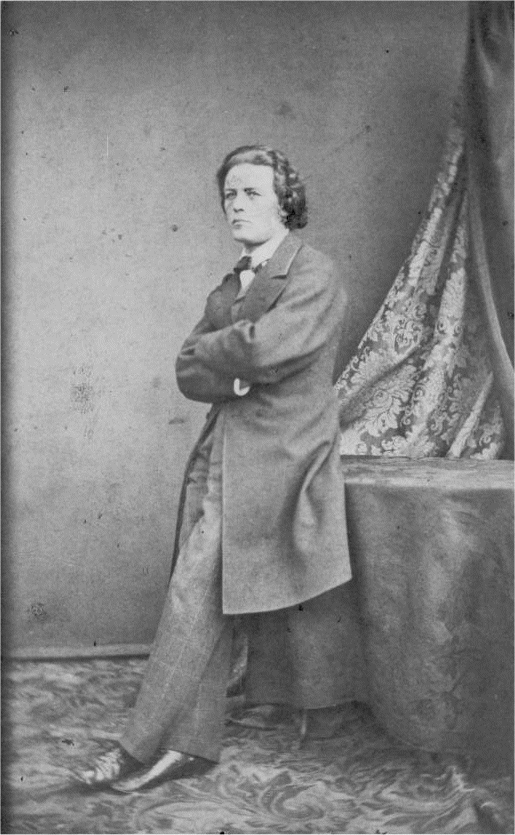
Anton Rubinstein
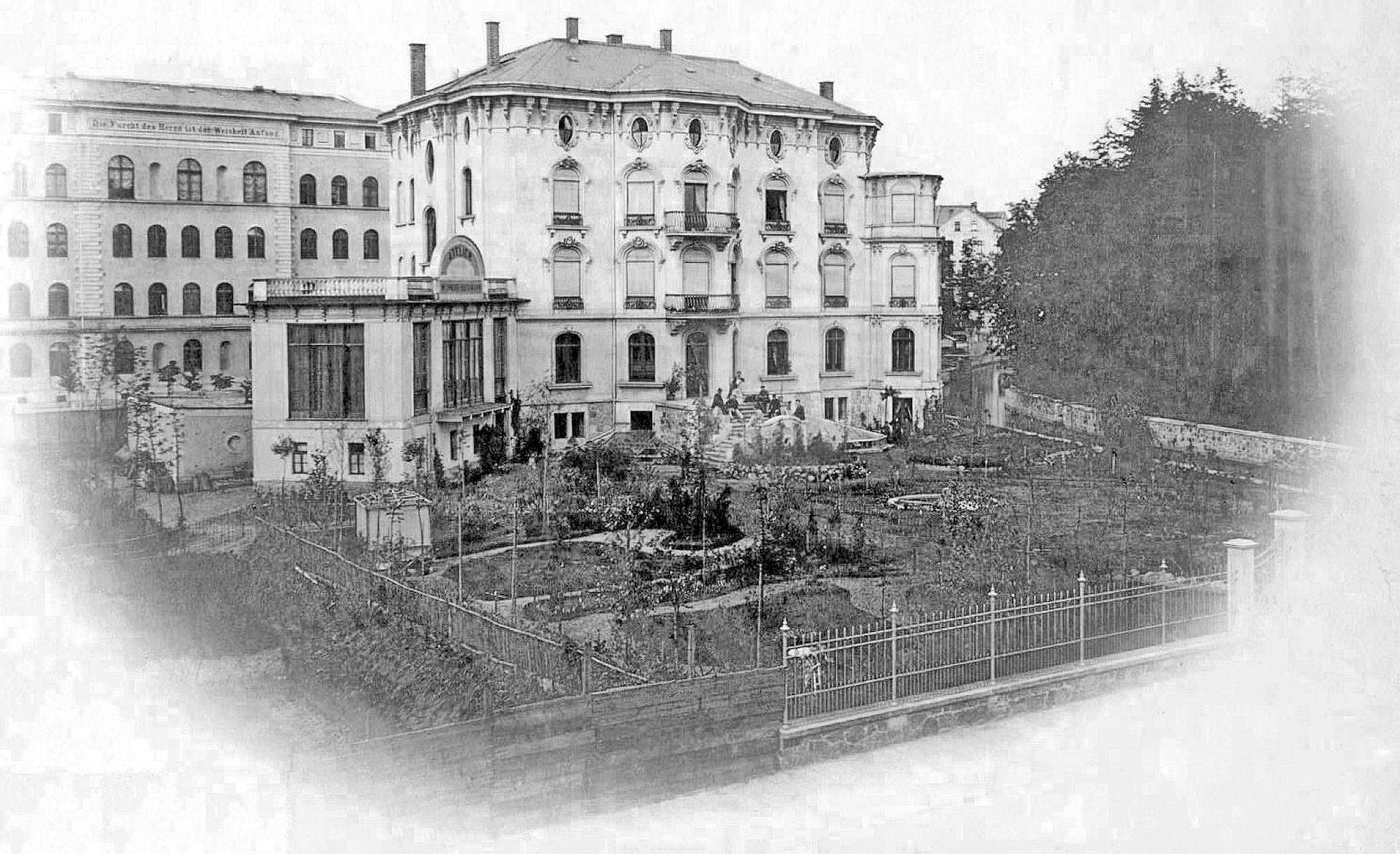
Elsterstraße 38, 1866
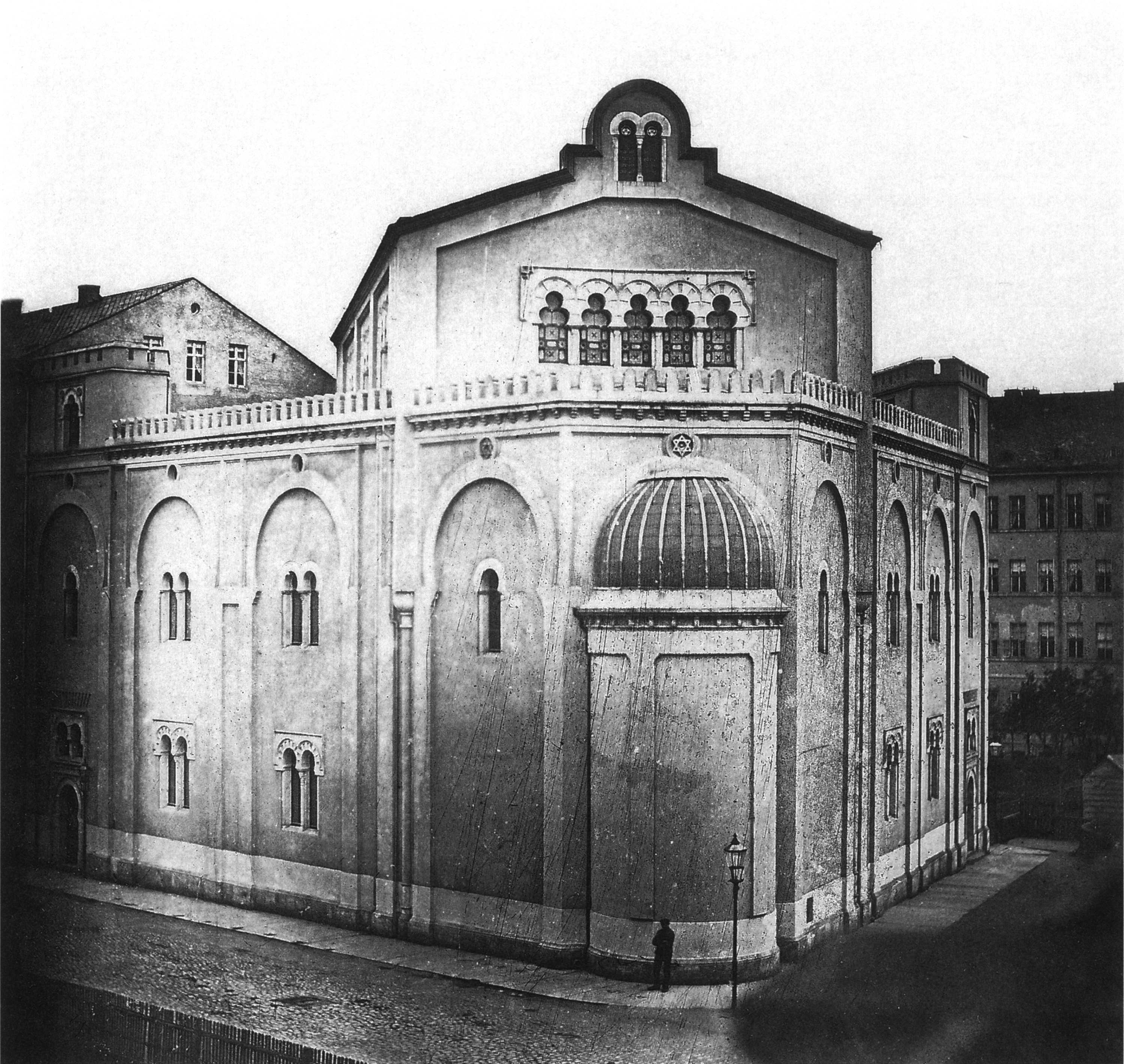
Große Gemeindesynagoge, Lipsko
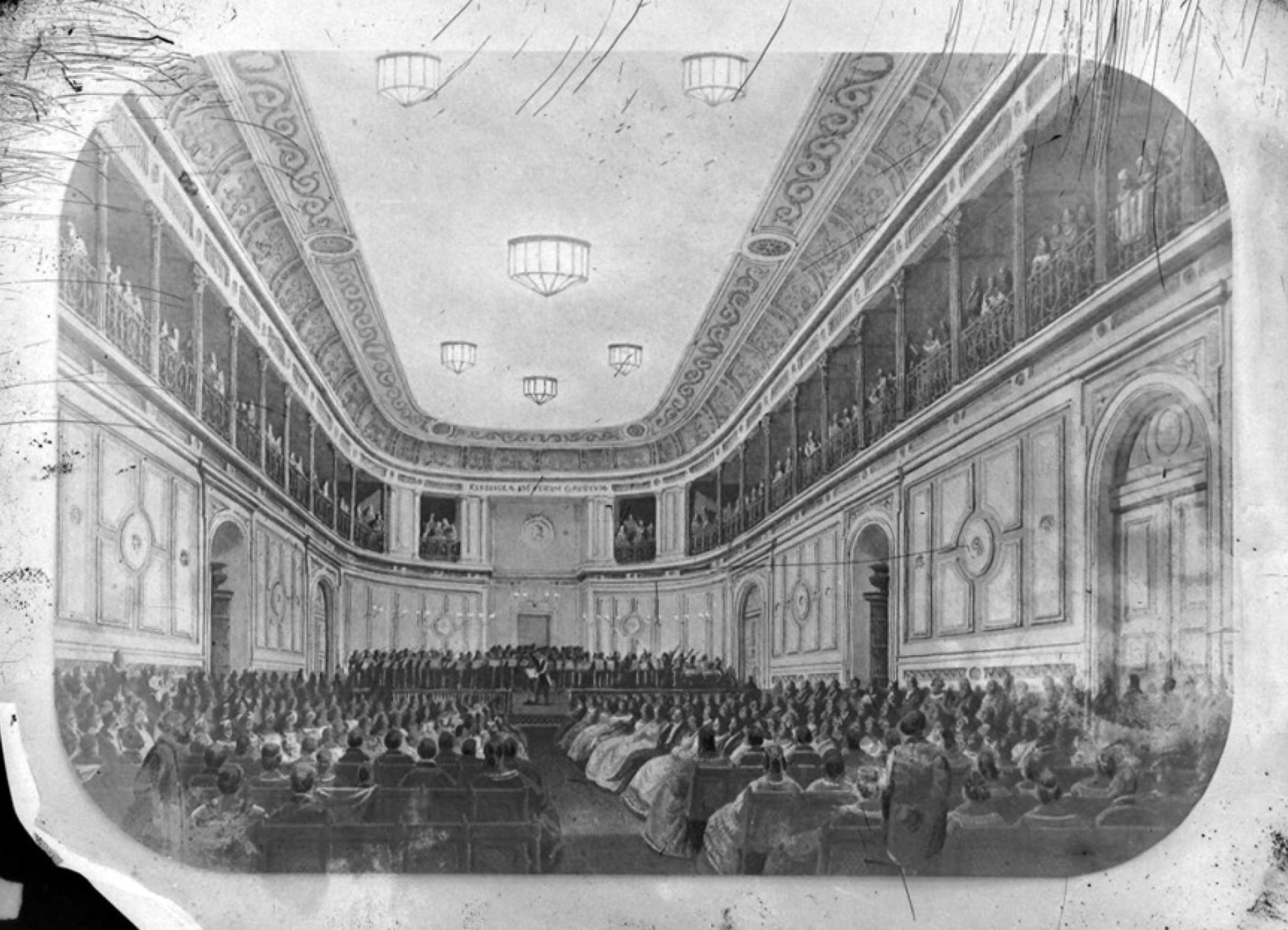
Konzertsaal Altes Gewandhaus, 1870
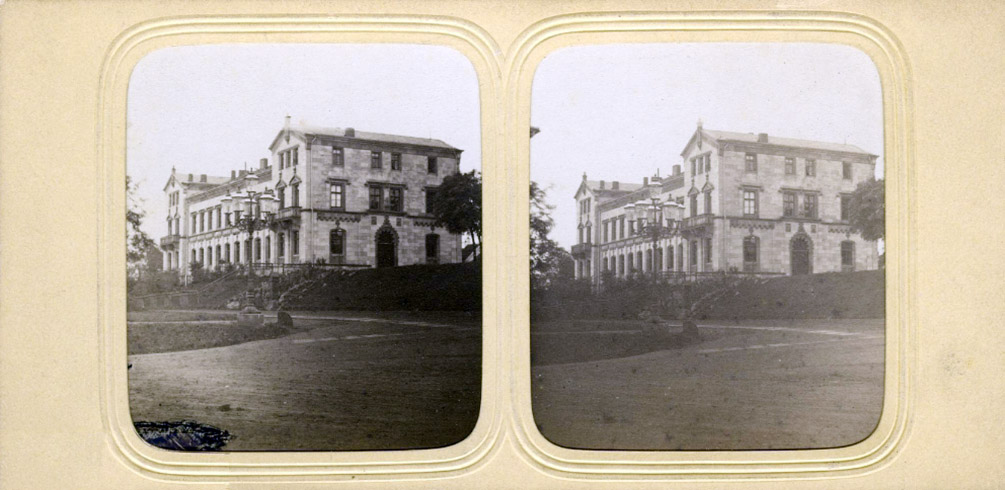
Stereofotografie neznámé budovy